# 16676 Tinne
16676 Tinne è un asteroide della fascia principale. Scoperto nel 1994, presenta un'orbita caratterizzata da un semiasse maggiore pari a 2,5974586 UA e da un'eccentricità di 0,2116258, inclinata di 3,87693° rispetto all'eclittica.